# Poecilopsis salicis
Poecilopsis salicis là một loài bướm đêm trong họ Geometridae.